# Come with Us/The Test
Come With Us / The Test is een nummer van The Chemical Brothers, uitgebracht op 22 april 2002 door het platenlabel Freestyle Dust/Virgin. Het nummer behaalde de 14e positie in de UK Singles Chart.